# Billie Whitelaw
Billie Whitelaw, CBE (Coventry, Warwickshire, 6 de juny de 1932 - Hampstead, Londres, 21 de desembre de 2014) va ser una actriu britànica de llarga trajectòria en cinema i televisió. Va treballar en estreta col·laboració amb el dramaturg irlandès Samuel Beckett durant vint-i-cinc anys i és considerada com una de les més destacades intèrprets de les obres d'aquest dramaturg del teatre de l'absurd.

## Biografia
Billie va néixer el 6 de juny de 1932 en Coventry, Warwickshire. La seva família va integrar una part de la classe obrera de la ciutat i més tard va assistir a la Thornton Grammar School de Bradford. Als onze anys, va començar a treballar com a actriu infantil en programes de ràdio, i més tard, va treballar com a gerent assistent d'escenari en un teatre provincial.

## Carrera
Després d'un entrenament en RADA, Whitelaw va debutar a l'edat de 18 en Londres, en 1950. Va fer el seu debut cinematogràfic en The Sleeping Tiger, en (1954), seguit per papers a tallar el seu nom amb orgull (1958) i Hell Is a City (1960). Aviat es va convertir en un habitue en les pel·lícules britàniques de la dècada de 1950 i 1960.
En les seves primeres obres de cinema es va especialitzar en blousy rosses i secretàrias, però la seva espectacular gamma va començar a sorgir a la fi dels 60's. Va protagonitzar al costat de Albert Finney el film Charlie Bubbles (1967), una actuació per la qual va guanyar un premi BAFTA com a millor actriu de repartiment. Després va guanyar el seu segon BAFTA en el paper de la sensual mare de l'estudiant universitària Hayley Mills en el thriller psicològic Twisted Nerve (1969). Després va continuar en pel·lícules com Leo the Last (1970), Start the Revolution Without Me (1970), Gumshoe (1971), el thriller d'Alfred Hitchcock, Frenesí, (1972), Night Watch, el 1973, i el 1985 Murder Elite.
Whitelaw va guanyar l'aplaudiment internacional per la seva esgarrifosa interpretació de la Sra. Baylock, esmentada pel guionista David Seltzer com la "guardiana de les portes" i protectora del nen anticrist Damien en La profecia, en 1976, al costat de Gregory Peck i Lee Remick. Aquesta actuació va ser considerada una de les més memorables de la pel·lícula, i va guanyar el Evening Standard British Film Award a la millor actriu.

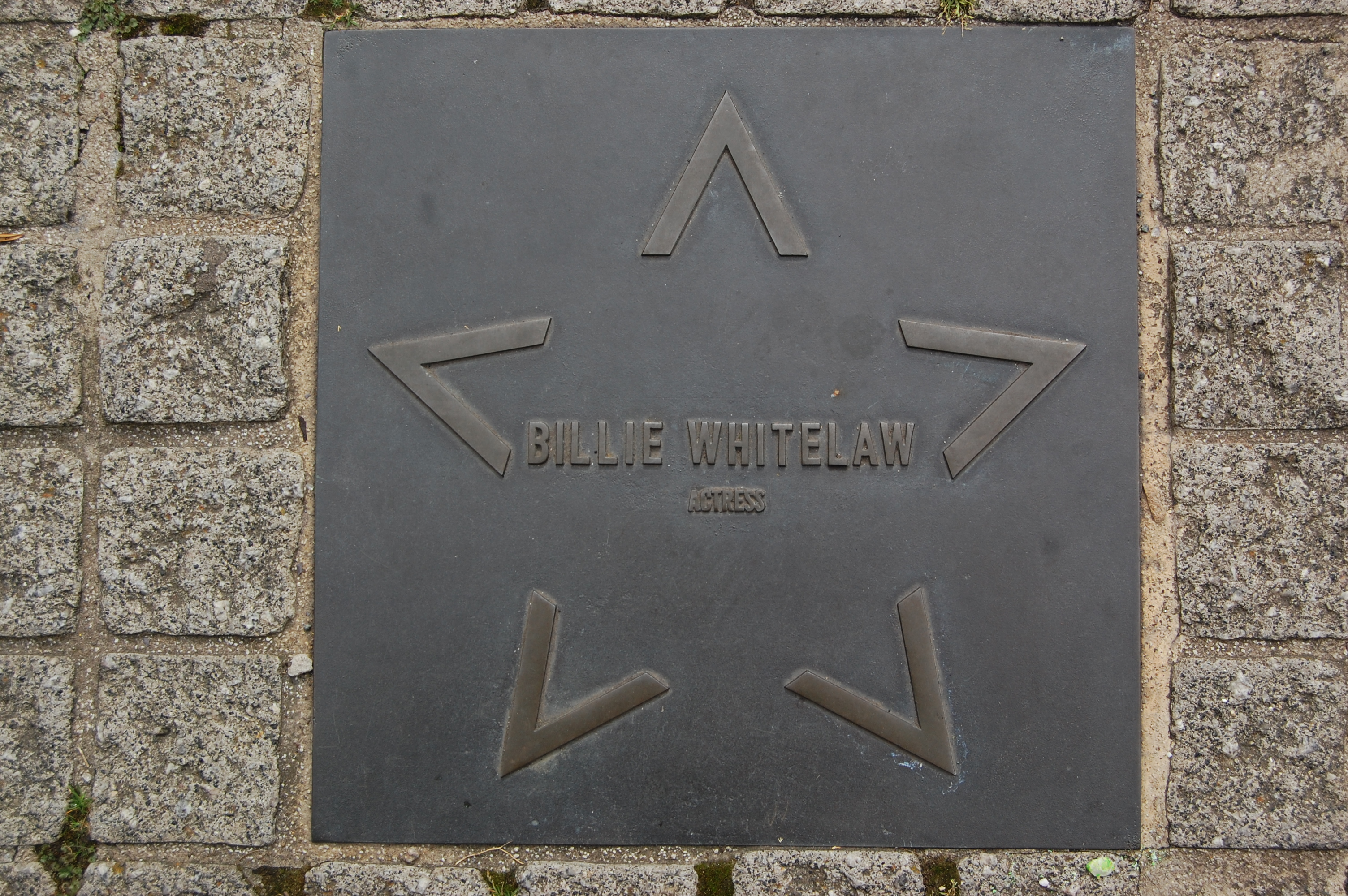
Estrella de la fama de Billie Whitelaw.

Altres treballs seus inclouen la veu del personatge de Aughra en The Dark Crystal; la irremeiablement enginyosa Sra. Hall de Maurice (1987); una de les dues germanes, amb Joan Plowright, que lluiten per sobreviure en temps de guerra de Liverpool, en La modista (1988); la mare feroçment dominant i protectora d'uns bessons psicòpates assassins a The Krays (1990), una actuació que li va valer una nominació als premis BAFTA; la infermera Grace Poole a Jane Eyre (1996); i una bugadera cega en Quills (2000).
Va tornar al cinema, en un gir de comèdia, com Joyce Cooper, a Hot Fuzz (2007). Segons Simon Pegg, la seva esposa accidentalment es va referir a ella com "Willie Bitelaw". Es va acomiadar del cinema amb la pel·lícula d'acció i comèdia Hot Fuzz en 2007.
En 1970, va ser membre del jurat al 20è Festival Internacional de Cinema de Berlín.
En 1996 va participar en un vídeo musical del grup Simply Red, titulat Never Never Love, on també apareixia la model i actriu Stephanie Beacham.

## Defunció
Whitelaw, que portava diversos anys sofrint Alzheimer, va morir en un asil d'ancians en Hampstead, Londres, en les primeres hores del diumenge 21 de desembre de 2014. La seva mort va ser definida pel seu fill com a "pacífica". L'actriu tenia 82 anys.

## Filmografia
- The Fake (1953)
- The Sleeping Tiger (1954)
- Companions in Crime (1955)
- Room in the House (1955)
- Mr. Arkadin (1955) (voice)
- Miracle in Soho (1957)
- Small Hotel (1957)
- Carve Her Name with Pride (1958)
- Gideon's Day (1958)
- Time Out for Peggy (1958-1959, sèrie de televisió)
- Breakout (1959)
- Bobbikins (1959)
- La carn i el dimoni (The Flesh and the Fiends) (1960)
- Hell Is a City (1960)
- Make Mine Mink (1960)
- Payroll (1961)
- No Love for Johnnie (1961)
- Mr. Topaze (1961)
- The Devil's Agent (1962)
- The Comedy Man (1964)
- Charlie Bubbles (1967)
- The Strange Case of Dr Jekyll and Mr. Hyde (1968, telefilm)
- The Adding Machine (1969)
- Start the Revolution Without Me (1970)
- Leo the Last (1970)
- Gumshoe (1971)
- Eagle in a Cage (1972)
- Frenzy (1972)
- Follow the Yellow Brick Road (1972, sèrie de televisió)
- Night Watch (1973)
- Napoleon and Love (1974, minisèrie)
- The Omen (1976)
- Space: 1999 (1976, sèrie de televisió)
- The Water Babies (1978)
- Leopard in the Snow (1978)
- A Tale of Two Cities (1980)
- Private Schulz (1980)
- An Unsuitable Job for a Woman (1982)
- The Dark Crystal (1982) (veu d'Aughra)
- Jamaica Inn (1983, sèrie de televisió)
- Terror in the Aisles (1984)
- The Chain (1984)
- Camille (1984, telefilm)
- Tangiers (1985)
- Shadey (1985)
- Murder Elite (1985)
- Maurice (1987)
- The Secret Garden (1987) as Mrs Medlock
- Joyriders (1988)
- The Dressmaker (1988)
- The Krays (1990)
- Freddie as F.R.O.7 (1992) as Messina (voice)
- Deadly Advice (1994) as Kate Webster
- Jane Eyre (1996)
- Merlin (1998, TV Mini-Series)
- The Lost Son (1999)
- The Last of the Blonde Bombshells (2000)
- Quills (2000)
- Hot Fuzz (2007)